# 神田松鯉
神田 松鯉（かんだ しょうり）は、講釈師の名跡。初代が「神田祭」に掛け、晩年に名乗った隠居名がはじまりである。当代は三代目。
- 初代神田松鯉 - 二代目神田伯山が隠居名として名乗る。
- 二代目神田松鯉 - 当該項目で記述
- 三代目神田松鯉 - 本項にて記述

三代目 神田 松鯉（1942年（昭和17年）9月28日 - ）は、日本の講談師。日本講談協会名誉会長、落語芸術協会相談役を務める。

## 経歴
群馬県前橋市生まれ。1961年、前橋商業高校卒業。劇団文化座を経て、俳優集団民衆舞台で桑山正一の指導を受ける。その後、歌舞伎役者・2代目中村歌門（落語家・2代目談洲楼燕枝の長男）に入門。
1970年、2代目神田山陽に入門。神田陽之介を名乗る。1973年、神田小山陽に改名し、二ツ目昇進。1977年、真打昇進。1980年からビジネス講談を創作、実演している。1992年6月、3代目神田松鯉を襲名。
2019年、重要無形文化財の保持者（人間国宝）として、講談師では6代目一龍齋貞水に次いで、2人目の認定を受けた。
「赤穂義士伝」「徳川天一坊」などの連続高談だけでなく、一席物も得意とする。

## 人物
- 趣味は、俳句、篠笛、ゴルフ。
- 真打昇進時の後援会長は福富太郎であった。その縁で真打昇進披露宴は異例のキャバレーハリウッド銀座店で開かれている[8]。
- 2024年の取材で「3年前に鼻の部分が皮膚がんとなり、患部周辺の皮膚を切り取って胸の部分の皮膚を移植した」ことを明らかにしている[9]。

## 受賞・栄典
- 1978年 第6回放送演芸大賞ホープ賞受賞。
- 1988年 文化庁芸術祭賞受賞[5]。
- 2019年 重要無形文化財「講談」の保持者として各個認定される（いわゆる人間国宝）[2]。
- 2020年 板橋区民栄誉賞[10][11]
- 2021年4月29日、春の叙勲で旭日小綬章受章[12][13][14]。
- 2021年 第38回浅草芸能大賞受賞[3]。
- 2022年 前橋市功労者表彰[4]。
- 2023年 令和4年度「スターの手型」被顕彰者[15]。

## 役職等

### 日本講談協会
- 会長（2000年 - 2005年）[5]
- 相談役（2006年 - 2015年）[5]
- 名誉会長（2016年 - ）[5]

### 落語芸術協会
- 参与[16]（2014年 - 2022年）
- 相談役[16]（2022年 - ）

## 著書
- 『善悪リーダー心得帖―神田松鯉ビジネス講談集』経営書院、1996年4月、ISBN 978-4879135759
- 『人生を豊かにしたい人のための講談』マイナビ出版、2020年10月、ISBN 978-4839974169

## 出演

### テレビ
- ワルイコあつまれ「国宝だって人間だ！」（2022年9月17日、NHKEテレ）

### ラジオ
- 小痴楽の楽屋ぞめき（2024年3月17日、NHKラジオ第一）- 大御所ゲスト

## DVD
- 『講談浪曲大公演』（2021年、嘴広企画）共演：玉川太福 2020.10.29 嘉穂劇場にて収録

## 一門

### 真打
- 三代目神田山陽 - 二代目神田山陽門下から移籍
- 神田鯉風
- 神田山吹 - 二代目神田山陽門下から移籍
- 神田阿久鯉
- 神田鯉栄
- 六代目神田伯山

### 二ツ目
- 神田松麻呂[17]
- 神田鯉花[18]

### 前座
- 神田松樹

### 移籍
- 神田みのり - 神田紅門下へ